# Jesús Olalde
Jesús Olalde (* 5. Mai 1974 in Mexiko-Stadt), auch bekannt unter dem Spitznamen El Mudo, ist ein ehemaliger mexikanischer Fußballspieler auf der Position des Stürmers.

## Leben

### Verein
“El Mudo” Olalde begann seine Profikarriere in der Saison 1992/93 bei seinem Heimatverein Club Universidad Nacional, bei dem er bis zur Saison 1999/00 unter Vertrag stand und in dessen Reihen er im Winterturnier 1999 mit 15 Treffern Torschützenkönig der mexikanischen Fußballliga wurde. In derselben Spielzeit wurde er auch zum Fußballer des Jahres in Mexiko gewählt.
Vor der Saison 2000/01 wechselte er zu den Tigres de la UANL, mit denen er in den Hinrundenturnieren der Spielzeiten 2001/02 (Invierno 2001) und 2003/04 (Apertura 2003) jeweils die Finalspiele gegen Pachuca erreichte, aber in beiden Fällen unterlag.
Seine letzten Erstligaspiele bestritt er 2006 für den CF Atlante, bevor er seine aktive Laufbahn 2007 beim Zweitligisten Lobos de la BUAP ausklingen ließ.

### Nationalmannschaft
Sein Debüt im Dress der mexikanischen Nationalmannschaft gab Olalde am 27. Oktober 1999 in einem Spiel gegen Ecuador, das torlos endete. Sein letztes Länderspiel bestritt er am 17. November 2004 im Rahmen der WM-Qualifikation 2006 beim 8:0-Sieg gegen St. Kitts und Nevis.
Je eines seiner insgesamt drei Länderspieltore erzielte er am 7. Juni 2000 gegen Südafrika (4:2), am 1. Juli 2000 gegen El Salvador (3:0) und am 19. März 2003 gegen Bolivien (2:0).

## Erfolge
- Torschützenkönig der mexikanischen Primera División: Invierno 1999